# Высадка в Ондалснесе
Высадка в Ондалснесе (англ. The Åndalsnes landings) — британская военная операция, проводившаяся в 1940 году во время Норвежской кампании Второй мировой войны.
После вторжения немецких войск в Норвегию и захвата ими Тронхейма, союзники решили отбить этот важный порт, действуя по сходящимся направлениям из Ондалснеса, расположенного в 160 км к югу от этого города, и Намсуса, лежащего 125 км севернее.

## Высадка авангарда
14 апреля в Росайте на шлюпы «Блэк Суон», «Фламинго», «Окленд» и «Биттерн» был спешно погружен авангард британских частей, получивший кодовое название Primrose. Отряд насчитывал порядка 33 офицеров и 670 морских пехотинцев и моряков с линейного крейсера «Худ» и линкоров «Нельсон» и «Барэм», в то время находившихся на верфях. Кроме того, отряду были приданы 21-я лёгкая батарея зенитных орудий Королевской морской пехоты (12 «пом-помов» на импровизированных станках) и три 3,7-дюймовых гаубицы с расчётами из моряков. Общее командование отрядом было поручено подполковнику Симпсону, артиллерией командовал майор морской пехоты Бизли. Полученные инструкции гласили, что следующей ночью корабли должны следовать в центральную Норвегию, приказы будут получены позже.
Шлюпы вышли в море тяжело нагруженными, имея осадку на фут больше, чем обычно. На палубах кораблей было размещено большое количество тяжёлого снаряжения. Близ берегов Шотландии отряд попал в зону штормового ветра, что снизило скорость кораблей и не позволяло прибыть в Норвегию к рассвету без риска потери критически важного снаряжения. В этих условиях было решено зайти на ночь в Инвергордон. По прибытии на место был получен приказ из Адмиралтейства, в котором местом высадки был указан порт Ондалснес. Британцы полагали, что порт контролируют норвежские войска, однако в случае наличия там немецких войск высадку следовало отменить. Две из трёх гаубиц следовало выгрузить вместе с расчётами в Олесунне, дабы контролировать подходы к фьордам.
За ночь ветер утих и ранним утром 16 апреля шлюпы покинули Инвергордон. На переходе подполковник Симпсон получил известие о том, что вслед за его морскими пехотинцами в Ондалснес будет отправлена тысяча солдат территориальных войск, и Симпсону следует подготовиться к их прибытию.
Днём 17 апреля британский эсминец «Ашанти», уже действовавший в этом районе, прибыл в норвежский порт Молде, где запросил норвежский эсминец «Слейпнир» помочь разведать фьорд до Ондалснеса, поскольку вечером этого дня ожидалось прибытие шлюпов с авангардом. Прибыв в Ондалснес, британские моряки обнаружили, что в городе всё спокойно, после чего с «Ашанти» высадились 30 морских пехотинцев, взявшие под охрану причал и территорию порта. В это же время британские тяжёлые крейсера «Йорк», «Эффингем» и лёгкий крейсер «Калькутта» патрулировали в море вдоль побережья. В 15:00 с «Йорка» заметили шлюпы, заходившие во фьорд Ромсдал, около 22:00 корабли с авангардом прибыли в Ондалснес.

## Прибытие основных сил
Днём 17 апреля верховный главнокомандующий норвежскими вооружёнными силами генерал-майор Отто Руге получил из Лондона следующее сообщение: 

Главнокомандующему норвежскими вооружёнными силами: британские войска высадятся в Ондалснесе сегодня ночью, 17 апреля 1940 года.
Оригинальный текст (англ.)For C-in-C Norwegian Forces: British troops will land at Åndalsnes tonight 17th April, 1940.

Вечером 18 апреля транспортные суда начали высадку британских солдат в Ондалснесе и в Мольде, расположенном в 15 км западнее. Была высажена 148-я пехотная бригада Г. Моргана и лёгкая зенитная батарея. Этой же ночью командир бригады послал по ж/д в Домбос две роты, которые утром 19 апреля, поддержанные огнём орудий зенитной батареи, атаковали высадившихся ещё 14 апреля и изолированных норвежскими войсками немецких парашютистов и вынудили их капитулировать. Затем 148-я бригада была по ж/д отправлена на юг и 22-23 апреля в боях с наступающими немецкими войсками понесла тяжёлые потери.
В этой ситуации британское командование вечером 23 апреля под прикрытием двух авианосцев высадило в Ондалснесе и в Мольде дополнительно 15-ю пехотную бригаду под командованием Смита, которую сразу же направило в район Отты к югу от Домбоса. 26 апреля генерал Пейджет, назначенный командовать британским контингентом, вместе со своим штабом прибыл к норвежскому генералу Рюге и заявил, что в район Ондалснеса каждый день будут прибывать по 2 тысяч английских солдат и численность союзных войск на этом направлении будет доведена до 10 тысяч человек. Кроме того, в другие районы Норвегии, сообщил Пейджет, будут направлены 5—6 английских дивизий. 25-27 апреля 15-я бригада вместе с норвежскими войсками в районе деревень Квам и Кьёрем вела бои с противником.
26 апреля Ондалснес подвергся бомбардировке со стороны немецкой авиации. В этот же день генерал Пейджет отправил в военное ведомство телеграмму с просьбой о поддержке. Однако к этому времени до английского и французского командований дошли сведения о готовящемся наступлении вермахта против Франции, поэтому союзники решили оставить Южную и Центральную Норвегию и сосредоточить усилия лишь на борьбе за северные районы страны. 28 апреля был отдан приказ об эвакуации союзных войск.

## Эвакуация
В ночь с 30 апреля на 1 мая началась эвакуация войск, прибывающих от Домбоса по ж/д, на корабли эскадры вице-адмирала Эдварда Коллинза. Эвакуации пытались помешать люфтваффе. Все причалы в порту, кроме одного, были разрушены бомбардировками. Для ослабления атак люфтваффе на подразделения, занимающиеся эвакуацией, англичане приступили к бомбардировке аэродромов в Норвегии.
Последний корабль с войсками союзников вышел из Ондалснеса в ночь на 2 мая. Утром 3 мая был подписан акт о капитуляции норвежских войск в Центральной Норвегии.